# Gouvernement Charles de Freycinet (4)
Troisième République
Gouvernement Pierre Tirard II Gouvernement Émile Loubet
Le quatrième gouvernement Charles de Freycinet est le gouvernement de la Troisième République en France du 18 mars 1890 au 20 février 1892.
Charles de Freycinet constitue un gouvernement de large coalition républicaine.

## Composition
| Fonction | Fonction                           | Image | Nom                  | Parti politique     |
| -------- | ---------------------------------- | ----- | -------------------- | ------------------- |
|          | Président du Conseil des ministres |       | Charles de Freycinet | Gauche républicaine |

### Ministres nommés le 18 mars 1890[1]
| Fonction | Fonction | Image | Nom                  | Parti politique                                |
| -------- | --- | ----- | -------------------- | ---------------------------------------------- |
|          | Ministre de la Guerre |       | Charles de Freycinet | Gauche républicaine                            |
|          | Ministre des Affaires étrangères                                                                                         |       | Alexandre Ribot      | Union des gauches (Union libérale)             |
|          | Ministre de la Justice et des Cultes                                                                                     |       | Armand Fallières     | Union des gauches (Union démocratique)         |
|          | Ministre de l’Intérieur                                                                                                  |       | Ernest Constans      | Union des gauches (Union démocratique)         |
|          | Ministre des Finances |       | Maurice Rouvier      | Union des gauches (Union républicaine)         |
|          | Ministre de la Marine |       | Édouard Barbey       | Gauche républicaine                            |
|          | Ministre de l'Instruction publique, des Beaux-Arts                                                                       |       | Léon Bourgeois       | Gauche radicale                                |
|          | Ministre des Travaux publics                                                                                             |       | Yves Guyot           | Gauche radicale                                |
|          | Ministre de l'Agriculture                                                                                                |       | Jules Develle        | Union des gauches (Union républicaine)         |
|          | Ministre du Commerce, de l'Industrie et des Colonies                                                                     |       | Jules Roche          | Union des gauches (Républicains progressistes) |
|          | Sous-secrétaire d'État du Commerce, de l'Industrie et des Colonies, spécialement chargé de l'administration des colonies |       | Eugène Étienne       | Union des gauches (Union démocratique)         |

## Politique menée
Au cours de ce quatrième mandat, Freycinet met fin aux séquelles du boulangisme qu'il avait contribué à initier par sa nomination au ministère de la Guerre lors de son précédent gouvernement. Il doit aussi faire face à une nouvelle poussé d'anticléricalisme en réponse à l'initiative du pape Léon XIII proposant un ralliement des catholiques à la République. Il fait aussi face aux premières manifestations du 1er mai et notamment la journée de Fourmies en 1891. Le gouvernement prend des mesures sociales  avec la loi du 8 juillet 1890 sur les délégués mineurs, loi du 2 juillet 1890 sur la suppression des livrets ouvriers et prépare la loi du 31 octobre 1892 sur le travail des femmes et des enfants. De plus, il met un terme à l'isolement diplomatique de la France en signant l'alliance franco-russe.

## Fin du gouvernement et passation des pouvoirs
Le 20 février 1892, Charles de Freycinet présente la démission du Gouvernement au président de la République, Sadi Carnot après le début de la politique de Ralliement, mené par le cardinal Lavigerie, archevêque d'Alger. Les incidents qui se produisirent lors de pèlerinages ouvriers à Rome, la circulaire de Fallières, ministre des Cultes, invitant les évêques à supprimer ces pèlerinages, la réplique cinglante de l'archevêque d'Aix envenimèrent de nouveau les rapports entre l'Eglise et l'Etat. Le gouvernement, pris entre les feux croisés de la droite et des radicaux, se retira. Dès ce même jour, le président envisage de charger Ferdinand Sarrien de former le nouveau gouvernement.
Le 24 février 1892, Carnot confie à Maurice Rouvier de former le nouveau cabinet ministériel, mais ce dernier décline l'offre le lendemain.
Le 26 février 1892, le président appelle Léon Bourgeois afin de former le gouvernement, mais ce dernier refuse en raison des difficultés qu'il a rencontrées. C'est alors que Carnot appelle Émile Loubet à créer le nouveau cabinet, et ce dernier accepte la proposition.
Le 27 février 1892, le cabinet Loubet est formé et remplace le cabinet de Freycinet.